# 明法 (大理)
明法（めいほう）は、中国の大理国の段素英の時代に使用された可能性のある元号。年代不詳。